# Кот, Юрий Владимирович
Ю́рий Влади́мирович Кот (укр. Юрій Володимирович Кот; род. 23 января 1976 года, Житомир, Украинская ССР, СССР) — украинский, позднее российский телеведущий, диктор, актёр, кинорежиссёр, сценарист, учредитель арт-холдинга «Всё для тебя», общественный деятель, эксперт российского телевидения, пресс-секретарь Всемирного русского народного собора.

## Биография
Родился 23 января 1976 года в Житомире. Восемь лет семья жила в Киеве. Отец Юрия был актёром киевского Молодого театра, мама — учительницей украинского языка и литературы. Он с красным дипломом окончил Житомирский педагогический институт и Театральный институт имени Карпенко-Карого (кинорежиссуру).
В начале своей карьеры работал диктором на Житомирском областном радио, одновременно преподавал украинскую литературу в институте, а по субботам — в Берёзовской школе-интернате для слабослышащих детей.
В Киеве работал внештатным корреспондентом на «Новом канале», несколько месяцев журналистом на УТ-1, позже прошёл кастинг на голос телеканала «Интер».

### Участие в Антимайдане. Эмиграция в Россию
Зимой 2014 года был ведущим киевского митинга «Антимайдана», в декабре 2013 года был избит неизвестными.
В 2014 году покинул Украину и присоединился к запущенному российским государственным информационным агентством «Россия сегодня» интернет-проекту «Украина.ру», где стал выпускающим редактором. В 2015 году покинул проект.
С января 2015 года начал сотрудничать с российским информационным агентством «News Front», для которого комментировал актуальные политические события.
3 августа 2015 года вместе с бывшим премьер-министром Украины Николаем Азаровым, бывшими народными депутатами Верховной Рады Владимиром Олейником и Игорем Марковым и председателем общественной организации «Матери Украины» Галиной Запорожцевой принял участие в пресс-конференции, посвящённой созданию организации «Комитет спасения Украины». Являлся руководителем Департамента информации данной структуры. В 2015 возглавлял департамент информации КСУ. В 2018 году вышел из КСУ.
Также упоминался в СМИ в качестве президента ассоциации развития публичной дипломатии «Будущее страны», вице-президент фонда «Миграция XXI век» и координатора  движения «Бессмертный полк Украины».
С осени 2020 года активно выступает на белорусском телевидении и комментирует протесты в республике.
И. о. декана и преподаватель кафедры журналистики Московского государственного института культуры.

## Семья
Женат, имеет шестерых детей. Супруга дочь Л. П. Решетникова.

## Работы на телевидении
- «Национальная лотерея» (Интер) — ведущий
- 1999—2011 — голос телеканала «Интер»
- «Все для тебе» (Интер) — ведущий, режиссёр, сценарист, диктор
- «Країна. Історія українських земель» (Интер) — диктор
- «Чудотворные святыни» (Интер) — автор и продюсер
- «Игры патриотов» (Интер) — игрок
- «Світло» (Первый Национальный) — ведущий
- «Свадьба для тебя» (М1)
- «Отдых наоборот» (Украина)

## Фильмография
- 2007 — «Отчим» — метрдотель
- 2007 — «Год Золотой Рыбки»
- 2007 — «Держи меня крепче» (Украина)
- 2007 — «Возвращается муж из командировки» (Украина)
- 2004 — «Пепел Феникса» (сериал)
- 2002 — «Кукла» (Украина) — Саенко Валентин, телохранитель Гридина
- 2002 — «Летний дождь» — молодой врач

### Документальные фильмы
- 2022 — Леонид Кравчук. Повесть о щиром коммунисте (Первый канал)
- 2022 — Парни из «Квартала» (Первый канал)[12].

## Бизнес
Владелец АРТ холдинга «Все для тебя»:
- Свадебное агентство
- Рекламное агентство
- Event агентство
- Студия звукозаписи
- Продакшн студия
- Детская фотостудия
- Облака Flogos

## Общественная деятельность
- Президент Сборной Украины по русскому бильярду среди знаменитостей
- Лидер движения русских украинцев «ПАРУС»

## Прочие события
- Голос инаугурации Президента Украины Виктора Януковича
- Ведущий свадьбы принца Уильяма и Кейт Миддлтон (ТРК Украина)
- Ведущий празднования 20-летия Независимости Украины на Майдане Независимости
- Ведущий празднования Дня Конституции на Майдане
- Создатель новой на Украине школы дикторского мастерства
- Открытие Донбасс Арены — комментатор
- Открытие НСК Олимпийский — ведущий
- Открытие Арены Львов — комментатор
- Концерт к 60-летию украинского телевидения — ведущий
- Визит Леннокса Льюиса на Украину — ведущий